# ذا سليم شيدي إل بي
ذا سليم شيدي إل بي (بالإنجليزية: The Slim Shady LP)‏ هو ثاني ألبوم إستديو للرابر الأمريكي إمينيم. تم إصدار الألبوم في 23 فبراير 1999، بواسطة شركتي: أفترماث للتسلية، وإنترسكوب ريكوردز. تم تسجيل الألبوم في فيرندال، ميشيغان. حقق هذا الألبوم نجاحا كبيرا لصاحبه، فقد أحتل المرتبة الثانية علي بيلبورد 200، والمرتبة الأولي علي لائحة أعلي ألبومات الآر أند بي/الهيب-هوب، وحصل علي شهادة رابطة صناعة التسجيلات الأمريكية أربع مرات من رابطة صناعة التسجيلات الأمريكية، وفاز بجائزة غرامي لأفضل ألبوم راب من حفل توزيع جوائز الغرامي الثاني والأربعين. كما أن أغنيته المنفردة «اسمي هو» كانت أول أغنية له تدخل لائحة بيلبورد هوت 100، وفازت بجائزة غرامي لأفضل أداء منفرد لأغنية راب من حفل توزيع جوائز الغرامي الثاني والأربعين. تم إنتاج الألبوم بواسطة إمينيم نفسه، ودكتور دري (كـمنتج تنفيذي)، جيف ومارك باس، وميل-مان.

## روابط خارجية
- ذا سليم شيدي إل بي على موقع الموسوعة البريطانية (الإنجليزية)
- ذا سليم شيدي إل بي على موقع أول موفي (الإنجليزية)